# Condé Nast Traveler

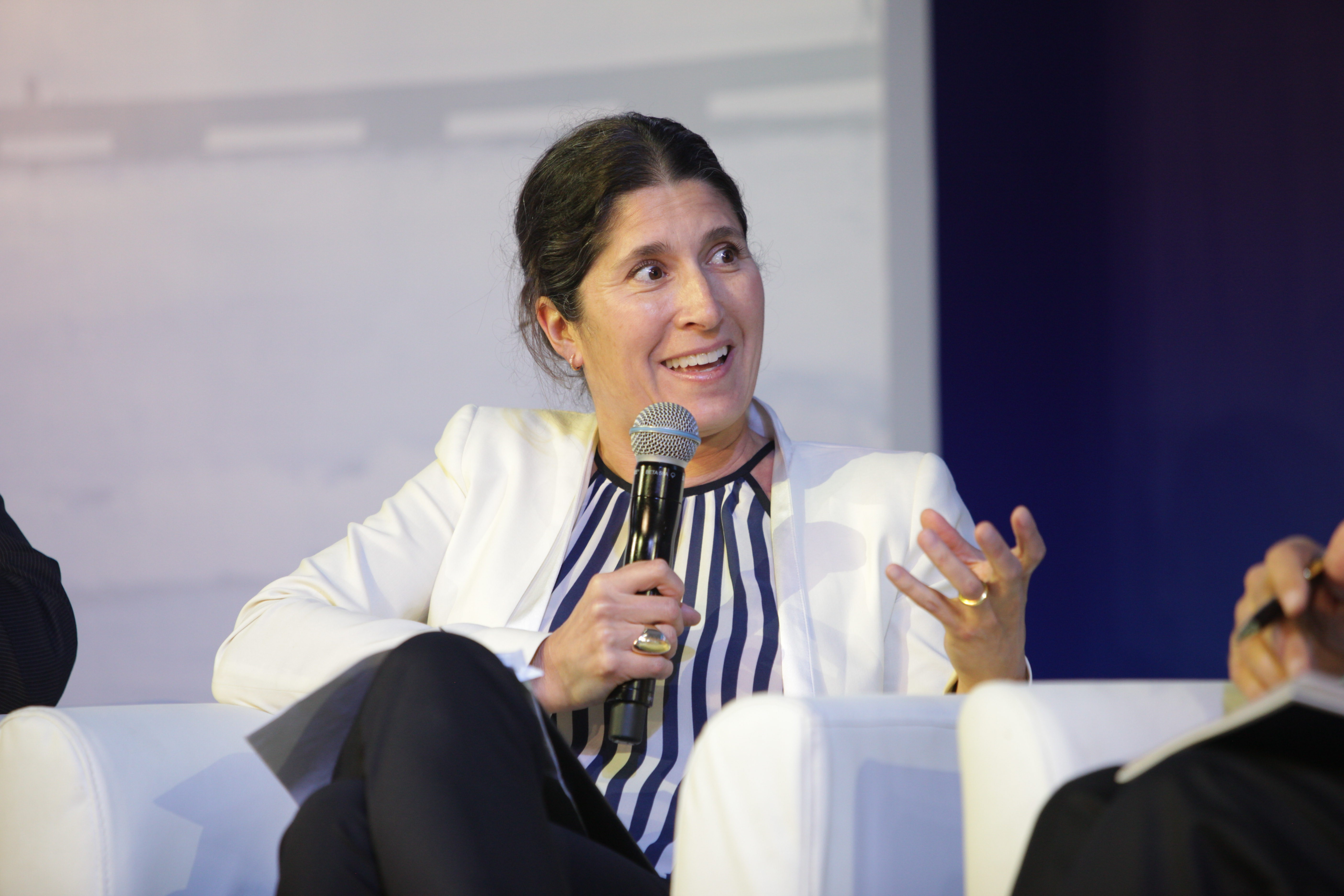
Пилар Гузман, шэф-редактор Конде Наст Тревелер, 2014

«Condé Nast Traveler» — американский журнал для путешественников, издаваемый международной корпорацией Condé Nast Publications. Издание принято называть библией для туристов. Выходит 12 раз в год.

## История
Изначально журнал принадлежал платёжной системе Diners Club и с 1953 года рассылался по адресной базе держателей карточек Diners.
Начиная с 1955 года издание стало публиковать платную рекламу некорпоративных рекламодателей.
Под названием The Diners Club Magazine издавался до 1960 года, когда был переименован в Signature.
Издательский дом Condé Nast приобрёл Signature в 1986 году и на следующий год осуществил перезапуск под брендом Conde Nast Traveler. Девиз издания «Truth in Travel» (Истина в путешествии), который акцентирует внимание на том, что обозреватели журнала всегда сами оплачивают своё пребывание в «рецензируемых» объектах и корпоративными правилами запрещены подарки и бесплатное проживание в гостиницах.
Среди рекламодателей престижного издания — компании-производители товаров категории люкс: Chanel, Jaguar, Mercedes, Dolce&Gabbana.
Ежегодный рейтинг журнала «Выбор читателей» издатели позиционируют как «самый масштабный независимый опрос потребителей в США, поскольку в нём принимают участие более 32 663 читателей».
По лицензии издаётся британская версия Condé Nast Traveller (с двойным L в названии, на английский манер). Формат и контент во многом дублируют продукт лицензиара. Лицензиант тоже проводит традиционный ежегодный опрос:

Ежегодного среди читателей авторитетного британского туристического журнала Conde Nast Traveller проводится опрос с целью выявить лучшие предложения и услуги на туристическом рынке. Среди множества номинаций — «Лучшая авиалиния», «Лучший отель», «Лучшая аренда автомобилей» и даже «Лучшие острова». Почти в каждой номинации существуют отдельные категории.

Основной конкурент издания на международной арене — журнал Travel + Leisure, лицензионная версия которого издавалась в России с 2003 по 2007 год и в выпуске которого принимали участие знаменитые фотографы (Владимир Клавихо, Александр Тягны-Рядно, etc.), киновед Кирилл Разлогов, издатель Евгений Додолев, медиа-идеолог Марина Леско (в качестве главного редактора). Эксперты комментировали закрытие журнала «Travel+Leisure Россия»:

Дело в том, что в Российской Федерации ещё недостаточно развит рынок частных туристических поездок: люди предпочитают ездить в Турцию или в Европу, но с гидом. Поэтому нет необходимости в крупном количестве журналов о туризме.

### Закрытие журнала
Сорок девятый номер журнала (декабрь-январь 2016—2017) стал последним выпуском издания. Со слов пресс-службы издательского дома Condé Nast Russia закрытие журнала произошло в связи с тяжелой экономической ситуацией в стране. Сайт журнала не работает с начала января 2017го и перенаправляет на страницу, посвящённую путешествиям, другого журнала этого же издательского дома — GQ.